# Pavel Demidchik
Pavel Demidchik (tiếng Belarus: Павел Дзямідчык; tiếng Nga: Павел Демидчик; sinh 30 tháng 1 năm 1996) là một cầu thủ bóng đá Belarus. Tính đến năm 2017, anh thi đấu cho Smolevichi-STI.